# Samuil Lourié
Pour les articles homonymes, voir Lourié.
Samuil Aronovitch Lourié (en russe : Самуил Аронович Лурье), né le 12 mai 1942 à Sverdlovsk et mort le 7 août 2015 à Palo Alto, en Californie, était un critique littéraire, journaliste et écrivain russe,, qui collabora à diverses revues littéraires de son pays. Une part importante de ses écrits a été publiée sous le pseudonyme de S. Guédroïts (en russe : С. Гедройц).

## Biographie
Samuil Aronovitch Lourié naquit à Sverdlovsk au sein d’une famille juive saint-pétersbourgeoise qui avait dû être évacuée pendant la Deuxième Guerre mondiale. Son père, Aron Naumovitch Lourié (1913-2003), ancien combattant de la Deuxième Guerre mondiale, était un bibliographe, historien de la littérature et docteur en philologie.
En 1964, après avoir obtenu un diplôme à l’université de Léningrad, Lourié exerça brièvement comme instituteur de village, puis travailla de 1965 à 1966 au musée national Pouchkine à Saint-Pétersbourg. Ses premières publications parurent en 1964 dans la revue Zvezda, où il tint une rubrique intitulée Leçons de Belles-Lettres (en russe : Уроки Изящной Словесности).
En 1966, il devint rédacteur dans la revue Néva, dont il sera ensuite, de 1988 à 2002, rédacteur en chef de la section prose. Entre 2002 et 2012, il contribua au magazine de science fantasy Polden XXIe Siècle. Il eut ainsi à son nom plus d’un millier d’articles de revue.
En 2012, Lourié officia comme président du jury du Booker Prize russe. Il se vit décerner le prix de la revue Zvezda en 1993 et 2003, le prix de la revue Neva en 2002, le prix Pierre-Viazemski en 1997, et le prix Ivan-Pétrovitch-Belkine en 2011. Il mourut à Palo Alto, en Californie (États-Unis), le 7 août 2015 à l’âge de 73 ans.

## Livres
- Литератор Писарев: роман. Л.: Советский писатель, 1987; rédigé en 1969, tirage original détruits par les services de sécurité
- Толкование судьбы (эссе). СПб.: Борей, 1994
- Разговоры в пользу мёртвых (эссе). СПб.: Urbi, 1997
- Успехи ясновидения. СПб.: Издательство Пушкинского фонда, 2002
- Муравейник. СПб.: Издательство журнала Нева, 2002
- Нечто и взгляд. СПб.: Издательство Пушкинского фонда, 2004
- Письма полумёртвого человека (роман в письмах). СПб.: Янус, 2004 (en collaboration avec Dm. Tsilikinim / Дм. Циликиным)
- Такой способ понимать. СПб.: Класс, 2007
- Сорок семь ночей. СПб.: Журнал «Звезда», 2008 (sous le pseudonyme de С. Гедройц)
- Гиппоцентавр, или Опыты чтения и письма. СПб: Читатель, 2011 (sous le pseudonyme de С. Гедройц)
- Железный бульвар. СПб.: Азбука, 2012
- Изломанный аршин. СПб.: Пушкинский фонд, 2012
- Меркуцио, Zvezda 2015